# Gottfried Poulain
Gottfried Poulain (auch Joffroi oder Geoffroy; † vor 4. Mai 1250) war durch Ehe Herr von Haifa.
Er war Ritter unbekannter, möglicherweise französischer Herkunft. In den Lignages d’Outre-Mer wird er als erster Ehemann von der Helvis von Haifa genannt, der ältesten Tochter und Erbin des Rohard II. von Haifa. Aus ihrem Recht war er nach dem Tod Rohards II. Herr von Haifa. Mit Helvis hatte er zwei Söhne und eine Tochter:
- Gilles, 1264 Herr von Haifa, ⚭ Margarethe de Brie
- Rohard
- Aiglantine, ⚭ Anseau de Brie, Bruder Margarethes de Brie

Gottfried starb spätestens im Frühjahr 1250. Seine Gattin heiratete nach seinem Tod noch zweimal, García Álvarez und Jean de Valenciennes. Letzterer überließ wohl 1264 die Herrschaft Haifa Gottfrieds inzwischen volljährigem Sohn Gilles.